# 파레스 파레스

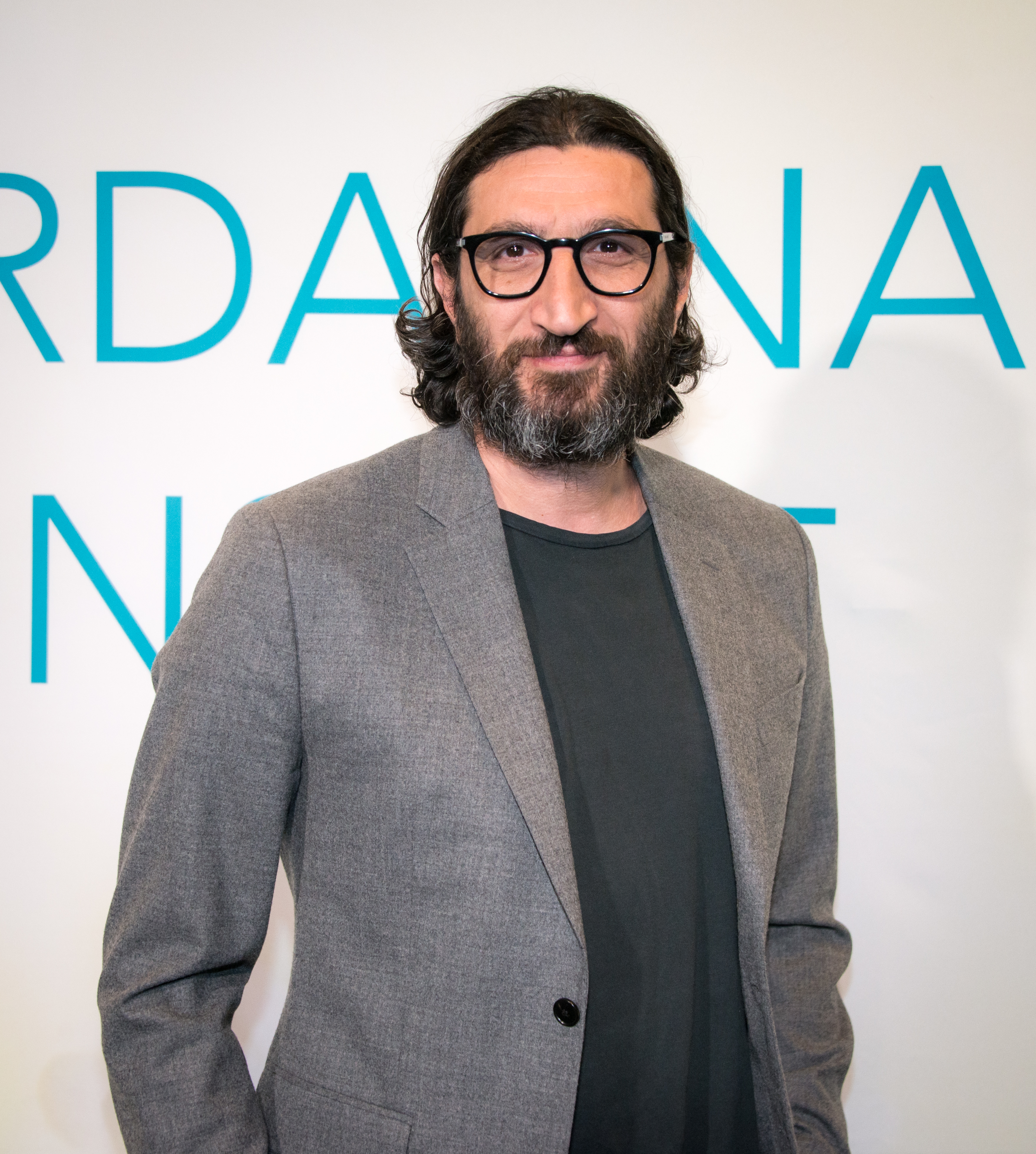

파레스 파레스(스웨덴어: Fares Fares, 1973년 4월 29일 ~ )는 스웨덴의 레바논 출신 배우이다. 레바논 베이루트에서 태어났다.

## 방송
- 웨스트월드 2
- 타이란트 (2014년)

## 영화
- 하루 반의 시간 (2023년) - 루카스 역
- 미결처리반Q: 순수의 배신 (2018년) - 아사드 역
- 더 나일 힐튼 인시던트 (2017년)
- 미결처리반Q: 믿음의 음모 (2016년) - 아사드 역
- 사랑의 시대 (2016년) - 알론 역
- 로그 원: 스타워즈 스토리 (2016년) - 바스파르 의원 역
- 차일드 44 (2015년)
- 미결처리반 Q: 도살자들 (2014년)
- 미결처리반 Q (2013년)
- 이지머니 2 (2012년) - 마흐무드 역
- 제로 다크 서티 (2012년)
- 세이프 하우스 (2012년) - 바르가스 역
- 이지머니 (2010년)
- 메트로피아 (2009년)
- 더 퍼 (2008년) - 리차드 역
- 나에게 자유를 (2008년)
- 킬 유어 달링스 (2006년) - 오마르 역
- 조조 (2005년)
- 마법사, 롬바르도 (2004년) - 프랭크 역
- 낮과 밤 (2004년)
- 깝스 (2003년) - 야콥 역
- 데이즈 라이크 디스 (2001년)
- 비포 더 스톰 (2000년)
- 얄라 얄라 (2000년)
- 고모론 (1992년) - 게스트 역